# Audrey Brown
Audrey Kathleen Kilner Brown, coniugata Court (Bankura, 24 maggio 1913 – Manchester, 11 giugno 2005), è stata una velocista britannica, vincitrice della medaglia d'argento nella staffetta 4×100 metri ai Giochi olimpici di Berlino nel 1936.

## Biografia
Nei giochi olimpici tedeschi del 1936 nella staffetta 4×100 metri vinse una medaglia d'argento con Eileen Hiscock, Violet Olney e Barbara Burke.
Era la sorella di Godfrey Brown.

## Palmarès
| Anno | Manifestazione            | Sede    | Evento                | Risultato | Prestazione | Note |
| ---- | ------------------------- | ------- | --------------------- | --------- | ----------- | ---- |
| 1936 | Giochi della XI Olimpiade | Berlino | Staffetta 4×100 metri | Argento   | 47"6        |      |